# Седловая точка

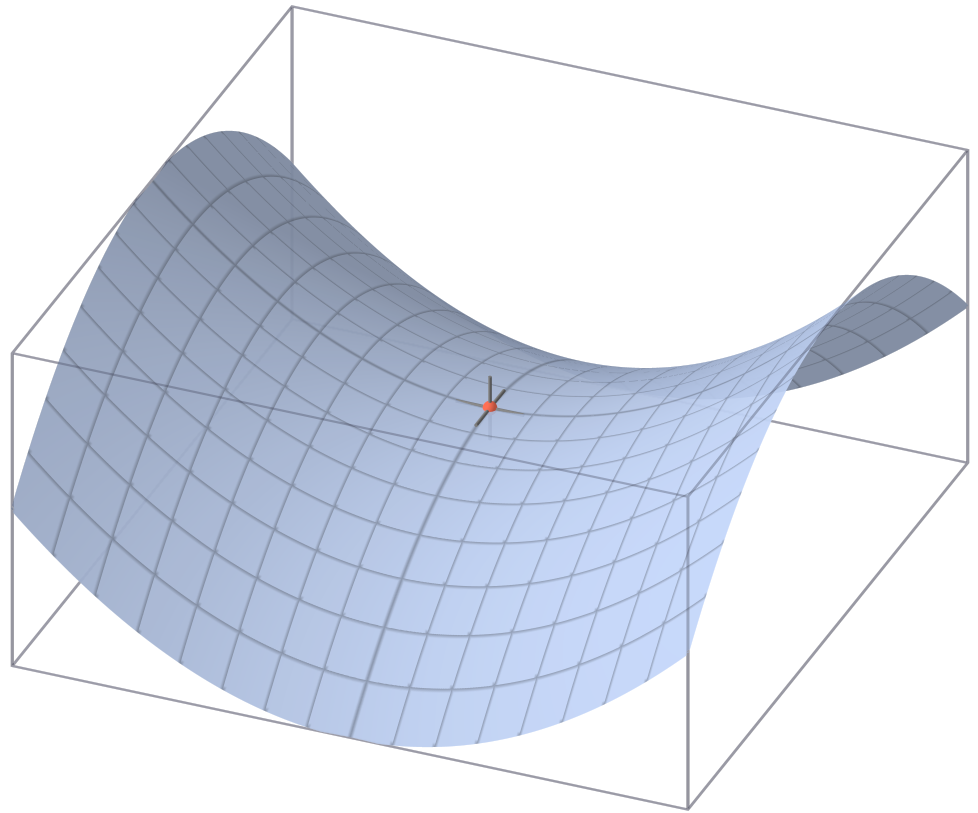
Седловая точка функции z=x^{2}-y^{2} (обозначена красным)

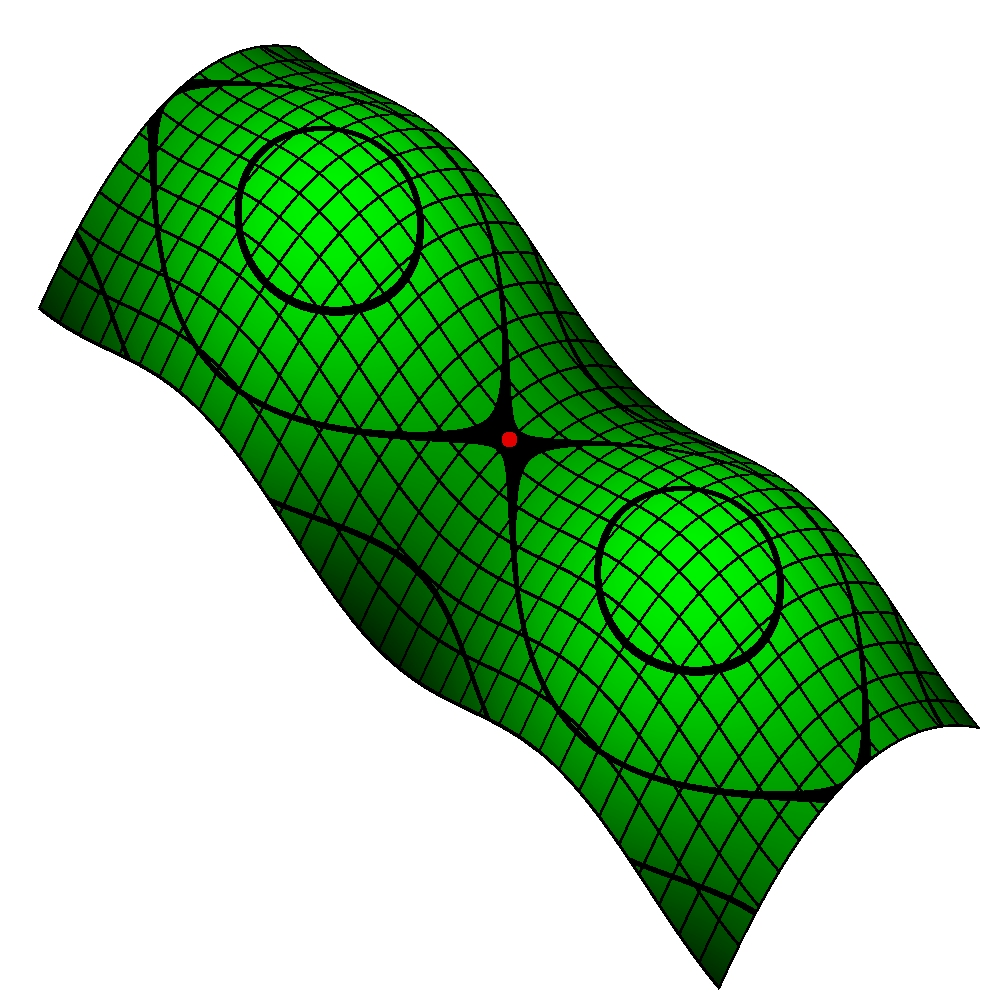
Седловая точка на карте высот (центр «восьмерки» образованной изолиниями)

Седловая точка в математическом анализе — такая точка из области определения функции, которая является стационарной для данной функции, однако не является её локальным экстремумом. Является точкой равновесия в чистых стратегиях. В такой точке, если рассматривается функция двух переменных, образованная графиком функции поверхность обычно напоминает по форме седло или горный перевал — выпуклая в одном направлении и вогнутая в другом. На карте высот седловая точка может быть в общем случае обнаружена в месте пересечения изолиний. Например, два холма, между которыми находится высокий перевал, образуют седловую точку в вершине этого перевала: на карте высот это будет выглядеть как центр «восьмерки», образованной соответствующими изолиниями.

## Седловая точка в математическом анализе
Проверить, является ли данная стационарная точка функции F(x,y) двух переменных седловой, можно, вычислив матрицу Гессе функции в этой точке: если гессиан будет неопределенной квадратичной формой, то данная точка — седловая. Например, составив матрицу Гессе функции {\displaystyle z=x^{2}-y^{2}} в стационарной точке {\displaystyle (0,0)} получим матрицу:
{\displaystyle {\begin{bmatrix}2&0\\0&-2\\\end{bmatrix}}}
которая является неопределенной. Поэтому, точка {\displaystyle (0,0)} данной функции — седловая. Однако вышеприведенный критерий предоставляет только достаточное условие наличия седловой точки. Например, {\displaystyle (0,0)} является седловой точкой функции {\displaystyle z=x^{4}-y^{4}}, но матрица Гессе в данном случае будет нулевой матрицей, которую, по определению, нельзя назвать неопределенной.
В общем случае, седловой точкой гладкой функции (график которой изображает кривую, поверхность или гиперповерхность) называется такая стационарная точка, в окрестности которой данная кривая/поверхность/гиперповерхность не лежит полностью по одну сторону касательного пространства в данной точке.

График y = x^{3} с седловой точкой в 0

В случае функции одной переменной, седловая точка — такая точка, которая одновременно является и стационарной точкой, и точкой перегиба (точка перегиба не является локальным экстремумом).